# Чилкут (озеро)
Чилкут (англ. Chilkoot Lake) — озеро Чилкут является естественно возникшим водоёмом в статистически обособленной местности Хейнс, штат Аляска. Своё название, означающее «большая рыба», озеро получило благодаря коренному населению этого района, которое также именовало его как «Akha Lake» и «Tschilkut S(ee)». Рядом с водоёмом находятся парки, заповедные зоны и деревня индейцев с одноименным названием, которая стала зоной отдыха для туристов и местом культурного наследия благодаря Департаменту природных ресурсов Аляски.

## Описание
Озеро Чилкут располагается на высоте 9 м над уровнем моря у подножья гор Такшанук (англ. Takshanuk). При длине 6 км и ширине 2 км максимальная глубина озера составляет около 90 м. Его воды имеют ярко выраженный бирюзовый цвет. Земли вокруг него находится под контролем государства. Блокирование верховья реки Чилкут ветками и валунами делают её не пригодной к судоходству в этом месте. Береговая линия считается достаточно сложной. Главным символом озера является красный лосось или нерка, который является традиционным тотемом коренных племён этого района. Также этот вид рыбы является основным представителем местной аквафауны. Благодаря благоприятным условиям для размножения и контроля со стороны государства эта рыба встречается в изобилии и легкодоступна для ловли. Максимальное количество было достигнуто в 1896 году, когда перерабатывающий завод, который располагался неподалеку, ввёл лимит приёма рыбы от местного населения из расчёта не более 100 голов от одного рыбака в день.
Фауна озера Чилкут достаточно богата и представлена несколькими видами белоголовых орланов, тюленями, медведями и горными козами.
Места для отдыха на озера расположены среди ситхинских елей и на южном берегу реки Чилкут. Департамент природных ресурсов Аляски отвёл специальные места под государственные парки и зоны отдыха на природе. Это, примерно, около 20 км на северо-восток от Хейнса, в сторону реки Чилкут, а также 8 км мимо паромного терминала. Площадь более чем 32 гектара предоставлена под зону для пикников, кемпинга, а также места расположения лодок. В черте озера и реки находятся одни из лучших мест для ловли красного лосося, охота за которым длится с середине июня и заканчивается в середине октября. После этого большое количество бурых медведей, которые отправляются из тундры по направлению к реке и озеру, начинают свою охоту за красным лососем, что является основным источником их рациона. Именно из-за этого близлежащие дороги имеют название «медвежьи шоссе».